# Histoire des Juifs à Wiener Neustadt
L'histoire des Juifs à Wiener Neustadt commence au début du XIIIe siècle. Un document daté de 1239 prouve qu'une communauté juive existe à Wiener Neustadt. C'est avec celle de Vienne la plus ancienne communauté juive en Autriche et un centre important du judaïsme. Après l'expulsion de la population juive en 1496 sur ordre de Maximilien Ier et les interdictions de résidence qui ont suivi, ce n'est qu'au XIXe siècle que les juifs sont de nouveau autorisés dans la ville. La nouvelle Communauté cultuelle Israélite de Wiener Neustadt (IKG Wiener Neustadt) est fondée en 1871. Avant l'Anschluss de l'Autriche en 1938, l'IKG Wiener Neustadt compte plus de 1 000 membres. Les autorités nazies dissolvent l'IKG et les Juifs qui n'ont pas fui à l'étranger sont déportés et assassinés.
Wiener Neustadt est une ville autrichienne de Basse-Autriche, située à environ 50 km au sud de Vienne. La ville compte actuellement un peu moins de 45 000 habitants.

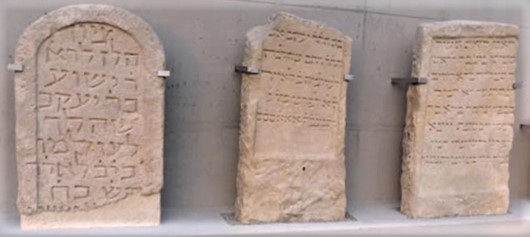
Pierres tombales médiévales au cimetière juif de Wiener Neustadt, avec inscriptions hébraïques

## La communauté auMoyen Âge
L'empereur Frédéric II accorde des privilèges aux citoyens de la ville en 1239 et exclut tous les Juifs des charges publiques. C'est la première source dans laquelle la présence de Juifs est mentionnée. La même année, le rabbin de la ville, Haïm bar Mosche, émet un avis juridique avec celui de Vienne, Itzak ben Mosche Or Sarua. Depuis le milieu du XIIIe siècle, la communauté possède une synagogue et un cimetière qui, selon la loi juive, se trouve à l'extérieur des murs de la ville, au sud. La plus ancienne pierre tombale juive découverte à Wiener Neustadt est datée de 1252. Une synagogue, un rabbin et un cimetière sont des preuves solides d'une communauté qui fonctionne bien. C'est probablement la deuxième plus ancienne communauté juive d'Autriche, après celle de Vienne. La pierre tombale retrouvée est celle de Simcha ben Baruch, fils de Baruch, décédé le 21 janvier 1252.

### La communauté
La synagogue est mentionnée pour la première fois en 1383. Elle se trouve au 1 Allerheiligenplatz (autrefois Judenschulgasse), en face de l'hôpital juif situé au 3 et 4 Allerheiligenplatz, qui lui, est mentionné pour la première fois en 1464. Il existe en plus, une salle de prière séparée réservée pour les femmes juives, dénommée Frauenschul, ainsi qu'une boucherie, située à l'ouest de l'hôpital et un mikvé (bain rituel) probablement situé en face de la synagogue. Dans les premières années de la communauté, Juifs et Chrétiens vivent probablement ensemble dans le même quartier, et on suppose qu'un quartier juif spécifique, avec ses propres entrées, n'a existé qu'à partir de la seconde moitié du XVe siècle.
En 1379, la répartition du pouvoir des Habsbourg permet à Wiener Neustadt d'être incorporée au duché de Styrie, mais les Juifs continuent de payer les taxes de protection au duc d'Autriche. En 1397 et 1401, des privilèges sont accordés aux communautés juives de Neunkirchen et de Wiener Neustadt, par Albert IV et le duc de Styrie Guillaume. Dès le XIVe siècle, Wiener Neustadt abrite une yechiva (école talmudique) dirigée par le rabbin Shalom. Le rabbin Shalom ben Isaak est une figure centrale de la vie juive avant la Gesera viennoise,. (persécution des Juifs en Autriche en 1420-1421). Sa réputation dépasse largement les frontières autrichiennes, de sorte qu'il est sollicité d'Allemagne, de Pologne et de Hongrie. L'un de ses étudiants est Aron Blümlein de la communauté de Krems (maintenant Křemže en République tchèque).
La population juive vit au Moyen Âge sous tension, entre privilèges et protection (contre paiement de taxes de protection) du souverain et une attitude d'exclusion et de discrimination de la part de l'Église et de la noblesse. Le sentiment antijuif est visible dans une fresque de l'église paroissiale médiévale (le Liebfrauendom), qui est peinte à la fin du XIIIe siècle. Sur cette fresque, les Juifs sont représentés conduits en enfer lors du "Jugement dernier". Mais contrairement à d'autres régions d'Autriche, il n'y a jamais eu de persécution violente des Juifs à Wiener Neustadt. Le massacre des Juifs au cours de la Gesera viennoise n'affecte pas la population juive de la ville, pas plus que les Juifs de la ville n'ont été persécutés lors des pogroms pendant la peste noire en 1348-1349 ou lors des massacre de 1338. Cependant, elle n'est pas épargnée par les interdictions ou les expulsions. À la suite de l'expulsion de la communauté viennoise, Wiener Neustadt est maintenant considérée comme la plus grande communauté juive d'Autriche et assume un rôle spécial en tant que centre spirituel dans ce qui est aujourd'hui l'Autriche.

### Prospérité auXVesiècle
À partir de 1420, la communauté croit rapidement et à la fin du siècle, elle compte 300 membres. Le quartier juif a la densité de population la plus élevée de la ville, et c'est la raison pour laquelle il est souvent agrandi et atteint vers 1450, sa plus grande étendue. Après l'abandon du Frauenviertel (quartier des femmes) après la Gesera viennoise, le quartier juif se situe dans le Minderbrüderviertel (Quartier des frères mineurs) et est documenté à partir du milieu du XVe siècle grâce à un registre foncier.
L'empereur Frédéric III reçoit le surnom officieux de Rex Judaeorum (Roi des Juifs) en raison de son attitude très favorable aux Juifs. La population juive de Wiener Neustadt connait une grande prospérité sous le règne de l'empereur Frédéric III, qui en 1440, choisit la ville comme lieu de résidence.
Après une période de troubles internes à la communauté, Israël bar Petachja, également appelé Isserlein (1390-1460), originaire de Marbourg, prend en 1450, la fonction de rabbin, mais pas de rabbin de la communauté. Il fonde une célèbre école talmudique et est reconnu ensuite dans tout le pays où il jouit d'une haute réputation dans le cercle des érudits juifs. L'auteur du Leket Yosher, Joseph ben Moïse (1421–1490?), originaire de Höchstädt en Bavière, est un élève d'Isserlein.
En ce qui concerne la synagogue, Joseph ben Moïse fait également quelques remarques concernant l'attribution des sièges et la pratique consistant à attribuer des sièges aux étrangers. Il mentionne: "Trois ou quatre sièges près de l'Arche Sainte, sanctuaire de la Torah, qu'on appelait le "Wetzel", sont gratuits. Des étrangers peuvent s'y asseoir… ".
Les nombreux prêteurs juifs disposent d'une possibilité d'endettement importante et donc d'une certaine force économique. Parmi leurs débiteurs figurent outre les ducs, un certain nombre de familles nobles bien connues, des villes comme Ödenburg (maintenant Sopron en Hongrie), ou Preßburg (maintenant Bratislava en Slovaquie) et même des institutions religieuses chrétiennes. Mais une telle importance n'est pas sans inconvénients et engendre de nombreuses accusations d'usure, entrainant un sentiment anti-juif croissant dans la population au XVe siècle.

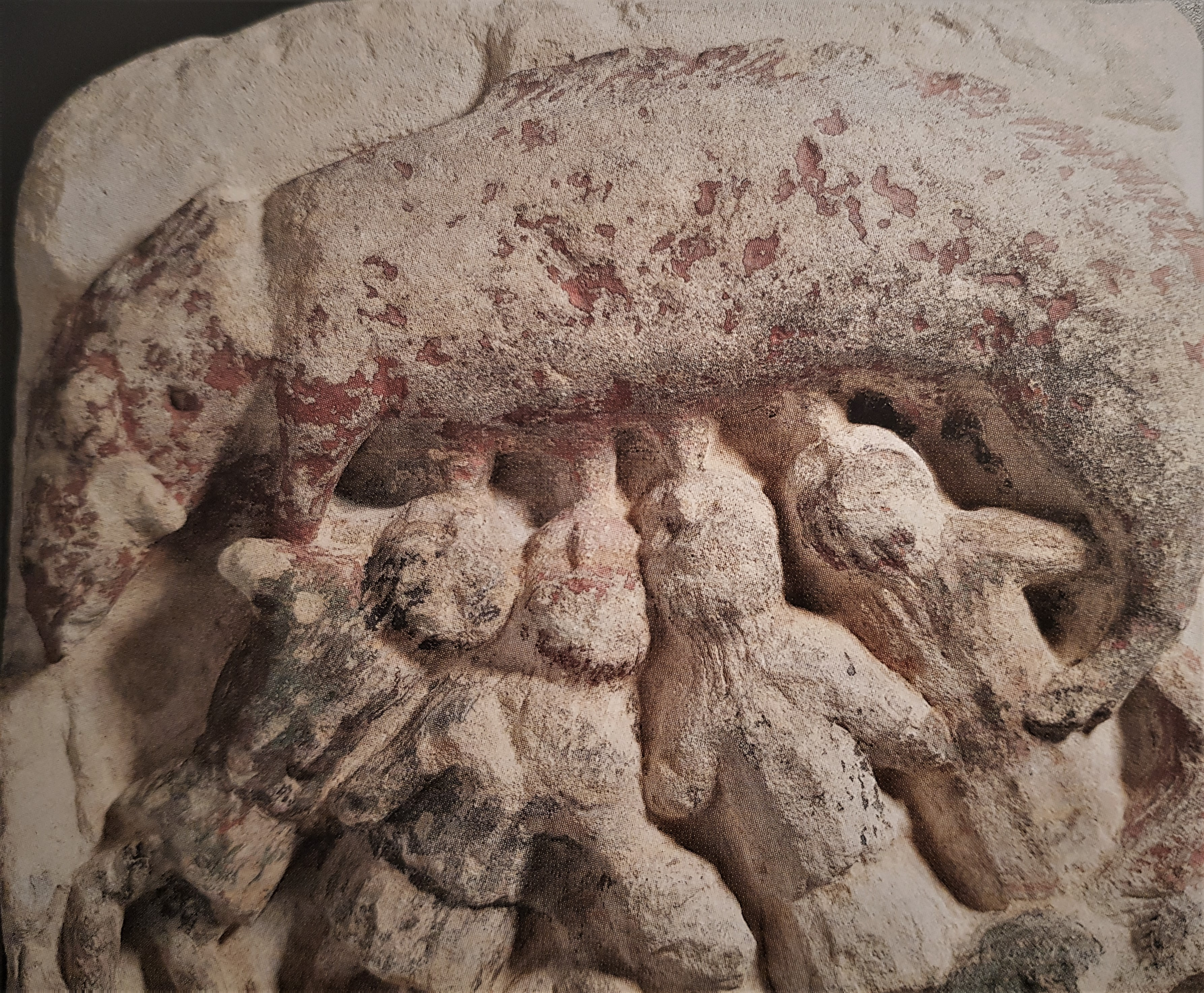
Judensau: relief du XV en pierre calcaire situé à Wiener Neustadt, représentant des Juifs suçant les mamelles d'une truie.

### Hostilité croissante envers les Juifs à la fin duXVesiècle
Après la mort de l'empereur Frédéric III en 1493, Wiener Neustadt perd sa position de centre du gouvernement. La noblesse et la cour suivent le nouveau souverain Maximilien Ier à Innsbruck. De plus, un incendie majeur détruit la ville en 1494. Les relations entre juifs et chrétiens se tendent à la suite de la destruction de la ville, car en raison des nombreux prêts consentis, les chrétiens ne peuvent plus rembourser les dettes contractées auprès des Juifs. Aussi, pour les États provinciaux, les Juifs de Neustadt ont trop de droits.
C'est à cette époque qu'est installé sur la façade d'une maison au 16 Hauptplatz, le Judenspott, un relief en pierre représentant une truie, dont les mamelles sont sucées par des Juifs. Ce relief illustre le rejet actuel et croissant des juifs au XVe siècle.

### Expulsion des Juifs duduché de Styrie
Les intérêts économiques de la noblesse endettée et les aspirations politiques des domaines envers le souverain, poussent finalement Maximilien Ier à ordonner l'expulsion des Juifs de Neustadt en 1496. Il justifie cette expulsion par les habituels préjugés antijuifs, comme la profanation d'hostie ou les meurtres rituels:
« Pour que désormais un tel mal ne se produise plus, [Nous] avons donné à nos Juifs un congé de notre terre de Styrie pour l'éternité. »
Les vraies raisons derrière cette expulsion sont certainement les invasions ottomanes: le duc a un besoin urgent d'argent pour ses armées et il peut l'obtenir des domaines s'il expulse les Juifs. L'expulsion ne prend pas la forme d'un pogrom, mais d'une expulsion organisée, et la vente des maisons des Juifs et de leurs biens immobiliers va se prolonger pendant plusieurs années. En outre, toutes les questions financières et les différends entre juifs et chrétiens seront réglés. Les Juifs sont également autorisés à emporter leurs affaires mobiles avec eux. Les citoyens juifs reçoivent l'ordre de quitter Neustadt et de s'installer à Marchegg ou Eisenstadt. Les dernières ventes de maisons et le paiement des dettes n'ont eu lieu qu'en 1500, de sorte que les derniers Juifs ont probablement quitté la ville vers 1500.
La synagogue est donnée à la ville en 1496, qui dès 1497 la transforme en église.
L'interdiction aux Juifs de s'installer à Neustadt va durer jusqu'au XIXe siècle.

## Époque moderne

### Tentatives d'installation auxXVIe,XVIIeetXVIIIesiècles
Malgré l'interdiction de résidence, des Juifs tentent à plusieurs reprises de s'installer à Neustadt, surtout à partir de 1523, lorsque Wiener Neustadt devient le nouveau siège de la Basse-Autriche et gagne ainsi en importance. Mais les interdictions sont renouvelées en permanence, si bien que les seuls Juifs que l'on trouve en ville sont les Juifs de cour (Hofjuden) qui bénéficient d'une lettre de protection (Schutzbrief), et qui y sont tolérés. Mais ces quelques Juifs vont finalement disparaitre de la ville lors de la deuxième expulsion des Juifs de Vienne et des environs.
Les soulèvements Kuruc qui débutent en 1671, entrainent un afflux important de réfugiés juifs des régions hongroises, qui vont faire de Wiener Neustadt, située à 25 km de la frontière hongroise, leur ville refuge à titre provisoire. En 1708, des émeutes éclatent entre ces réfugiés et les chrétiens, après quoi tous les Juifs, au nombre de 525, sont confinés dans un endroit séparé jusqu'à leur expulsion en 1709.

### XIXesiècle: égalité et renaissance de la communauté
Après les révolutions de 1848, les Juifs sont de nouveau autorisés à s'installer en ville, et dès 1850, une petite communauté juive se développe, dont les membres sont alors principalement des colporteurs et des commerçants. Le premier résident juif, venu en 1848, est l'archéologue Hermann Friedenthal (1805-1878). Les premiers services religieux se déroulent dans des appartements privés, comme la maison de Moses Rosenberger dans la Pognergasse. Plus tard, une salle est louée à l'auberge Zur ungarischen Krone (À la couronne hongroise) au 9 Ungarngasse. Lorsque cette salle ne peut plus faire face à l'accroissement des fidèles, un entrepôt dans la Grünangergasse est transformé en une grande salle de prière qui sera utilisé pendant trois décennies.
L’article 14 de la constitution du 21 décembre 1867 introduit l'égalité de tous les citoyens, quelle que soit leur religion. La conséquence est un afflux accru de Juifs à Wiener Neustadt dans la seconde moitié du XIXe siècle. Ils vivent principalement dans des appartements loués dans le centre-ville et dans le Kapuzinerviertel (quartier des Capucins). En 1869, on compte 185 Juifs à Wiener Neustadt, soit moins d'un pour cent de la population, et en 1880 il y en a 309, soit 1,1 pour cent.

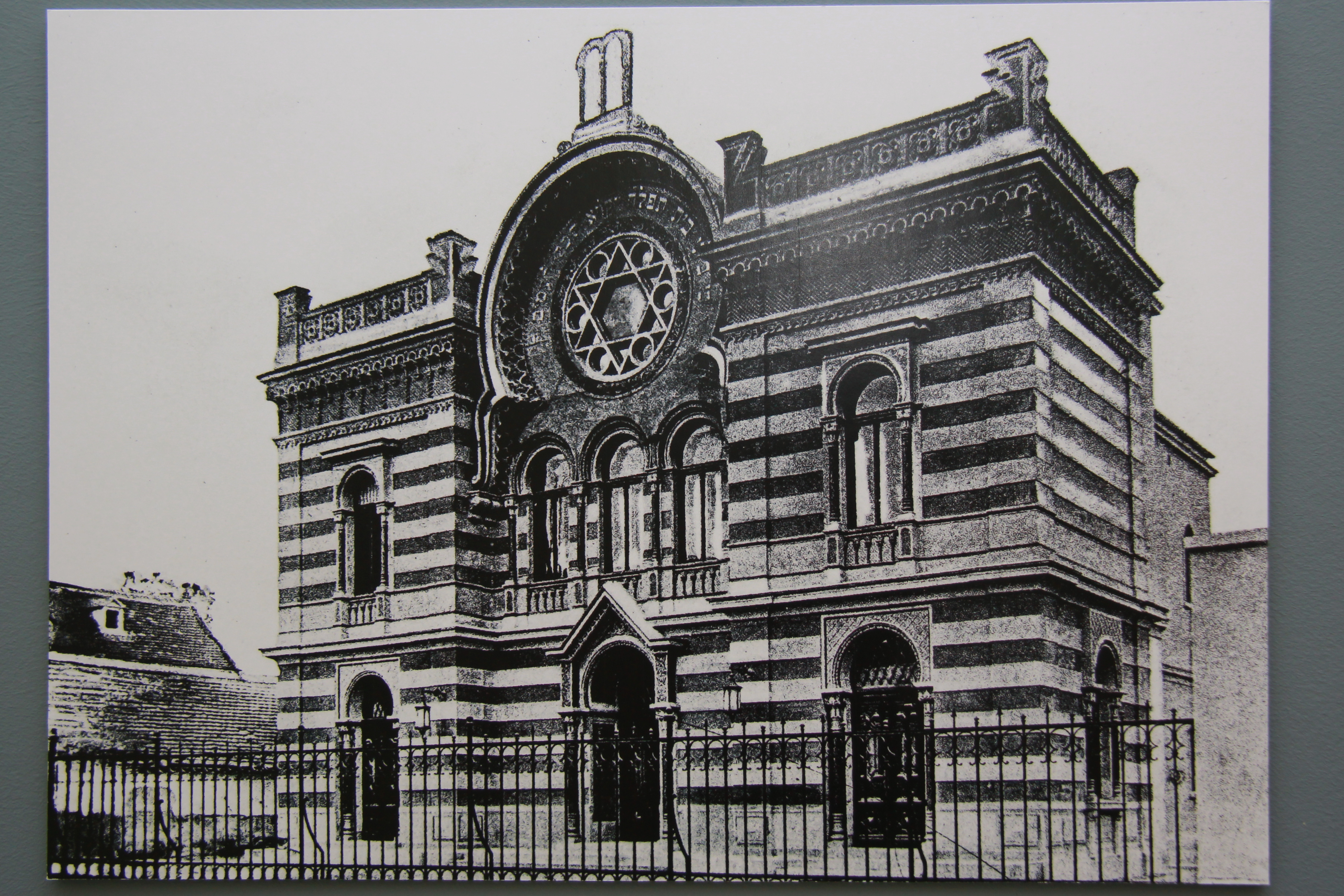
La nouvelle synagogue en 1910

En 1870, un bâtiment est loué sur le Baumkirchner Ring et transformé en petite synagogue. Vers 1880, avec le développement de la communauté, le bâtiment doit être acheté et agrandi. Le 4 mai 1871, la communauté est formellement constituée sous le nom de Israelitische Kultusgemeinde (IKG = Association cultuelle israélite). Celle-ci intègre également les Juifs vivant dans les villes et villages environnants. Benjamin Weiss devient le délégué rabbinique. Un terrain est acheté dans la Reichsstrasse pour y construire un cimetière.
En 1902, la communauté se développant, fait édifier sur le Baumkirchner Ring un nouveau bâtiment de style mauresque situé à côté de la première synagogue. Achevée en six mois, la synagogue de Wiener Neustadt est construite selon les plans de l'architecte reconnu Wilhelm Stiassny (1842–1910). Le bâtiment a une superficie de 340 m2. À l'est de la synagogue se trouve la petite salle d'environ 70 m2, qui sert de lieu de rassemblement pour le culte, l'instruction religieuse et les célébrations. Dans le voisinage immédiat est située également la boucherie cachère où les animaux sont abattus rituellement,.
À partir de 1902, les rabbins suivant officient à Wiener Neustadt: Benjamin Weiss, Dr Jakob Hofmann, Dr Heinrich Klein, Dr Joel Pollak, David Friedman, Dr Hillel Weiss et Harry Schiff. Le dernier rabbin à servir la communauté avant sa destruction en 1938 est le Dr Heinrich Weiss.

### Première Guerre mondialeet l'entre-deux-guerres
Pendant la Première Guerre mondiale, de nombreux Juifs d'Europe de l'Est, originaires de Galicie et de Bucovine se réfugient à Wiener Neustadt pour échapper à l'offensive de l'armée impériale russe.
Les familles juives sont principalement engagées dans le commerce, avec des produits généraux, des textiles et du vin : plus d'un tiers de tous les magasins de vin appartiennent à des Juifs. La fabrique de papier Salzer et la filature et tissage Pick & Co, appartenant à des Juifs, acquièrent une grande renommée. Six pour cent des Juifs de Wiener Neustadt sont des universitaires et détiennent un doctorat : plus d'un tiers des médecins et près de la moitié des avocats de la ville sont d'origine juive
Dans les années qui suivent la Première Guerre mondiale, les difficultés économiques et la pauvreté, conduisent à des provocations antisémites, mais à Wiener Neustadt, la plupart d'entre elles sont non violentes.
Lors du recensement de 1934, l'IKG Wiener Neustadt compte 886 membres dont 685 personnes vivant à Wiener Neustadt même, 30 à Oberwaltersdorf, 20 à Ebreichsdorf, 14 à Erlach, 11 à Katzelsdorf, 10 à Pernitz, 10 à Weigelsdorf (commune d'Ebreichsdorf), 9 à Ebenfurth, 9 à Gramatneusiedl et les 88 autres répartis dans de nombreux petits villages alentour.
La vie de la communauté prospère pendant l'entre-deux-guerres; Elle gère de nombreuses associations en particulier à des fins caritatives, telles que la Chewra Kadischa (Société du dernier devoir) créée en 1888 et la Israelitischer Frauen- und Mädchen-Wohltätigkeits-Verein (Association caritative des femmes et des filles israélites) fondée en 1894, un groupe local de l'organisation régionale sioniste depuis 1920, l'Association d'aide aux femmes Esrat Naschim fondée en 1924, l'Association pour le réconfort des personnes en deuil Chewra Menachem Awelim fondée en 1929, l'Association d'épargne juive Kohle und Mazzes (charbon et matza) depuis 1932, un groupe local du Bund jüdischer Frontsoldaten (Union des soldats juifs du front), l'association de jeunes Tifferet Bucherim (L'honneur des étudiants) fondée en 1937, l'association Talmud Torah et un groupe local d'Agoudat Israel.
Le célèbre café Bank sur la Bahngasse, qui appartient à la famille juive du même nom, est souvent utilisé pour des fêtes religieuses comme Pourim. Plusieurs restaurants servent de la nourriture cachère, comme Malvine Gerstl's dans la Neunkirchnerstrasse ou Rosa Schulz dans la Brodtischgasse. Le centre de la vie culturelle et cultuelle est organisé autour de la synagogue, qui fait le plein les jours des grandes fêtes juives.

### Le nazisme

#### L'Anschluss
Immédiatement après l'annexion de l'Autriche par l'Allemagne nazie en mars 1938, la persécution systématique des Juifs commence à Wiener Neustadt: les  SA et SS traînent les Juifs hors de leurs maisons et les font nettoyer à genoux avec une brosse à dents la place principale de la ville et les rues adjacentes sous les quolibets des habitants. Les magasins juifs sont boycottés et des hommes de la SA locale sont placés devant les magasins afin d'empêcher les clients de rentrer. Les membres du parti nazi exproprient souvent à leur profit les entreprises et les commerces détenus par des Juifs, avec l'aide de la SA et de la population civile. Les interdictions professionnelles et les révocations prennent effet immédiatement.
Alors qu'avant mars 1938, 711 Juifs vivent à Wiener Neustadt, la communauté ne compte plus que 395 membres à la fin octobre 1938, en raison d'un exode massif.
Dans le cadre de l'aryanisation des entreprises industrielles et commerciales, des cabinets d'avocats et de docteurs et des magasins juifs, les parties intéressées sont souvent d'anciens concurrents aryens ou des propriétaires d'entreprises et de commerces locaux qui se précipitent pour acheter des stocks, des entrepôts ou des complexes immobiliers entiers à des prix très avantageux. Souvent, les administrateurs nazis, chargés des ventes, sont de mèche avec les acheteurs des biens juifs, créant ainsi un "réseau d'aryanisation" organisé, grâce auquel les acheteurs peuvent s'enrichir, tandis que le produit de la vente ne revient que très rarement au vendeur juif.

#### Lanuit de Cristal
Dans la nuit du 9 au 10 novembre 1938, les membres du parti nazi sont affectés par la direction du parti à une procession aux flambeaux vers la synagogue sur le Baumkirchner Ring. Arrivés sur place, ceux-ci pénètrent dans le bâtiment et commencent à le saccager: des parties de la façade du bâtiment, la grande étoile de David, les fenêtres et les aménagements intérieurs de la synagogue sont endommagés ou complètement détruits et les objets du culte, dont certains sont en argent, volés. La synagogue n'est pas incendiée car le maire Scheidtenberger désire s'en servir, et aussi en raison du fort risque de propagation du feu vers d'autres bâtiments situés à proximité.
Le 10 novembre, les hommes, les femmes et les enfants juifs sont alignés dans les rues puis sont finalement conduits à pied par des membres de la SA dans les rues de la ville jusqu'à la synagogue. Au moins 100 personnes sont arrêtées et, entre-temps, dépouillées de leurs bijoux et de leur alliance. Après trois ou quatre jours, une grande partie de la population juive est conduite en train, et certains en bus, à Vienne, où ils sont placés dans des logements collectifs avec d'autres Juifs dans des conditions abominables. Aucun d'entre eux n'a eu l'occasion d'emporter ses effets personnels. Pendant leur détention à Vienne, des membres du parti nazi ainsi que des civils pillent les appartements. Les perquisitions des appartements ainsi que les arrestations sont effectuées par les SS et les SA, ainsi que par la police avec pour objectif de saisir l'argent liquide, les livrets d'épargne, les bijoux, les objets d'art et de valeur entreposés dans les appartements et parfois de s'approprier les appartements eux-mêmes.

#### La fin de la communauté juive
Dans le courant de l'année 1938, beaucoup de citoyens juifs réussissent à quitter l'Autriche : 33 se réfugient aux États-Unis, 56 en Palestine, 26 en Grande Bretagne, et d'autres en Tchécoslovaquie ou en Hongrie.
Toute activité religieuse cesse à Wiener Neustadt en janvier 1939 et les déportations commencent en octobre 1939 et vont durer jusqu'en mars 1944. Le 3 avril 1940 par décret du gouverneur régional du Reichsgau de Basse-Autriche, toutes les communautés religieuses juives de l'Ostmark, à l'exception de celle de Vienne, sont dissoutes. Fin 1940, il ne reste plus que 30 membres de la communauté juive résidant encore à Wiener Neustadt. La plupart des Juifs restants sont déportés vers les ghettos et les camps de concentration en 1942. Au total, environ 180 personnes auront été envoyés au camp d'extermination d'Auschwitz et assassinés.

## Actuellement
Contrairement à d'autres communautés juives d'Autriche, telles que celle de Baden, de Graz et bien sûr de Vienne, la communauté de Wiener Neustadt n'a pas été rétablie après la Seconde Guerre mondiale.
Pendant la guerre, la synagogue est utilisée comme dépôt et va être bombardée. Elle sera démolie après la guerre en 1952. Le cimetière juif de la Wienerstraße est entretenu par la municipalité. Une plaque commémorative sur le Baumkirchner Ring commémore le passé juif de Wiener Neustadt.

## Personnalités juives nées à Wiener Neustadt
- Elazar Benyoëtz (1937- ), écrivain israélien
- Michael Stern (1897-1989), célèbre avocat autrichien, défenseur des victimes du nazisme.
- Greta Zimmer Friedman (1924-2016), rendue célèbre par la photographie V-J Day in Times Square prise en 1945 par le photographe Alfred Eisenstaedt pour Life magazine.

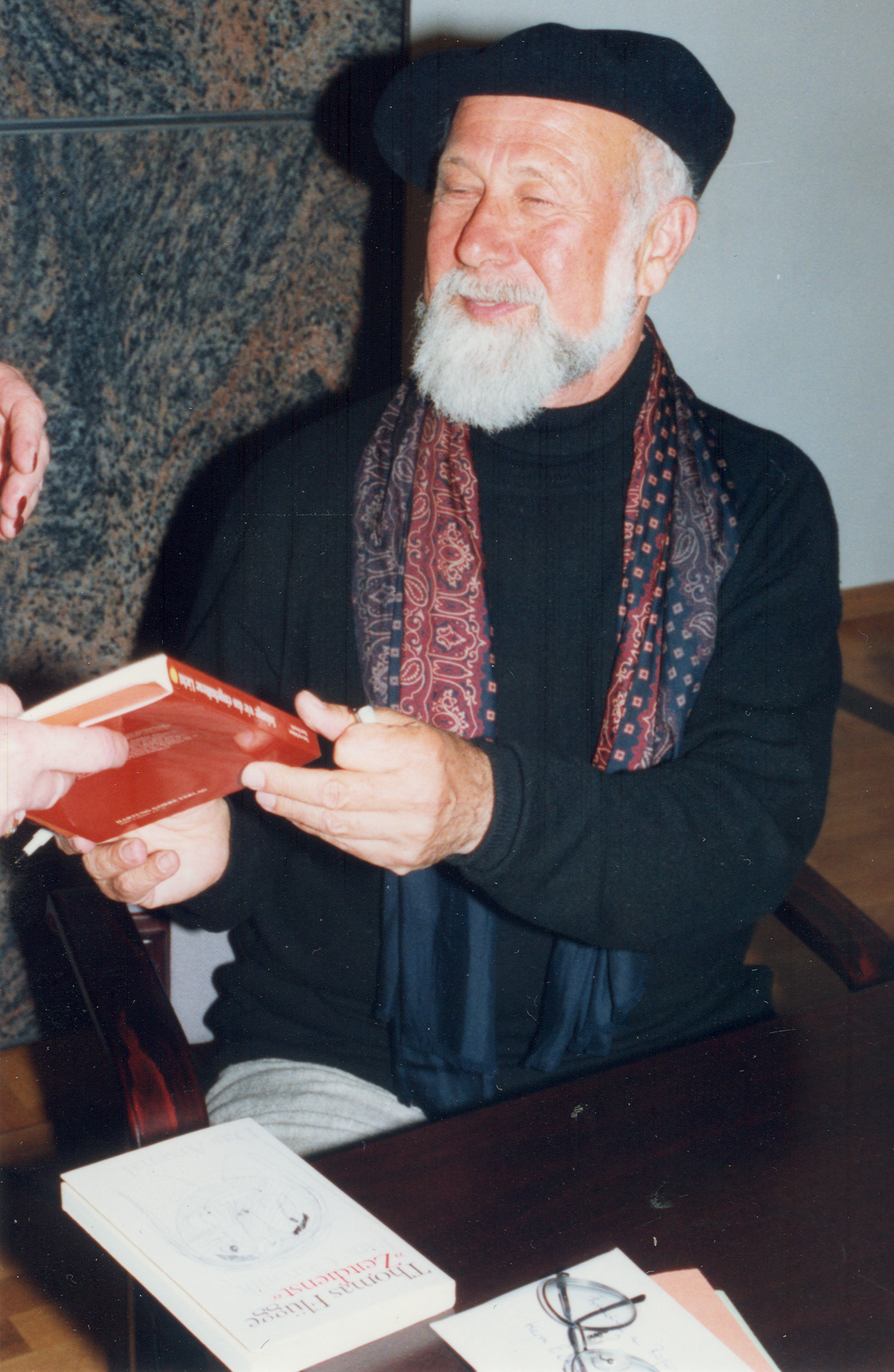
L'écrivain israélien Elazar Benyoëtz
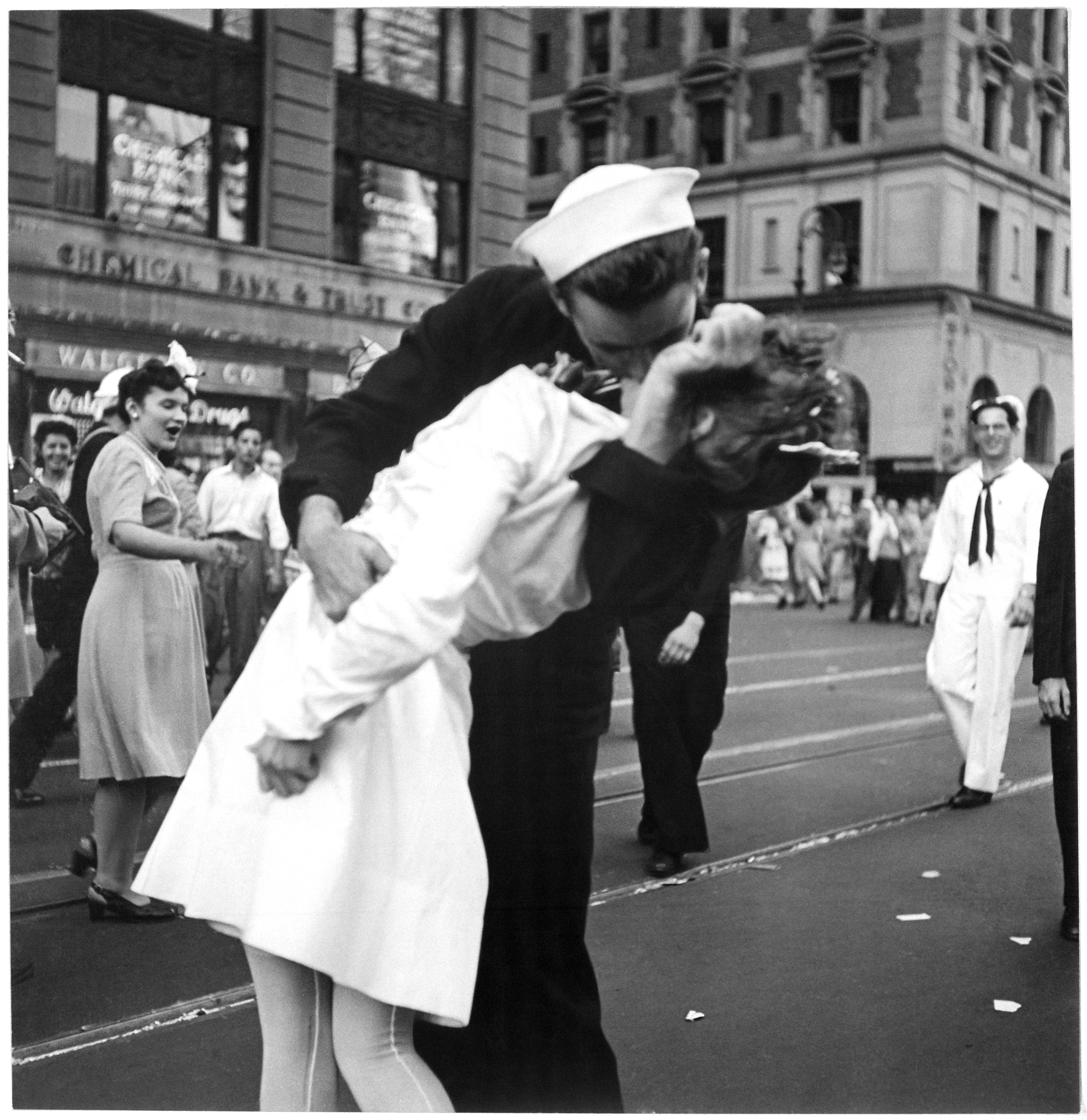
Le baiser du jour de la victoire contre le nazisme